# 大邱小学生集団性暴行事件
大邱小学生集団性暴行事件（テグしょうがくせいしゅうだんせいぼうこうじけん）とは、大韓民国・大邱広域市で初等学校（小学校）高学年の男子児童らが女子児童に対して日常的に強姦行為を繰り返していた事件である。

## 概要
最初は男子児童同士で上級生が下級生に無理矢理わいせつ物を見せ、同性同士の性行為を強要した後に断ったら殴るなどのいじめが中心だったが、そのうち暴行の被害を受けていた男子児童らが女子児童に暴行を加えるのに参加しはじめるという、被害者が加害者に転じる構造が形成されていたとされる。
男子児童の多くは共働き夫婦で両親が不在の時にインターネットやケーブルテレビでわいせつ物を見て、その性行為を学校生活における集団の中で真似していたとも報道された。
大韓民国では、急増している暴行の若年齢化が深刻な社会問題であった。高校生でもなく中学生でもない、思春期を迎える前の小学生によるとされる本事件は、地域社会の道徳問題とも関連付けられ、韓国社会全体に大きな衝撃を与えた。

## 事件発覚からの経緯

### 保護者から届出
大邱西部警察署に小学校及び中学校の男子が集団で小学生の女児数人に対して性的暴行を加えたと被害者の両親が通報した。警察は、2008年4月21日午後5時頃、大邱広域市西区にあるテニスコート裏で、中学生グループが後輩にあたる小学生の男子児童らに年下の女子児童を連れて来させ小・中学生共に性的暴行を行なった疑いで捜査を進めた。
加害者は処罰できない刑事未成年者（14歳未満）に成るが、取り調べを進めると同地区の先輩と後輩にあたる仲間であることが判明し数人は容疑を認めた。被害者である女児は性的な暴行を集団で加えられ、性的な嫌がらせなどを受けたと数人が供述したが、残る女児らは暴行を受けた事実を否定したり供述を拒んだ。

### 蔓延していた性的暴行
4月30日、全国教職員労働組合大邱支部など18の市民団体からなる「学校暴力・性的暴力の治癒と予防のための大邱市民社会共同対策委員会」（以下、共同対策委員会）は記者会見を開き、被害者の通う小学校に勤務している教師が、2007年11月頃に学校の教室内でセックスの真似事をするのを目撃したため実態調査を行った所、2006年1学期から小学校5年から6年男子児童が小学校3から4年男子児童に集団で性行為の強要、性的暴行、性的嫌がらせなどわいせつ行為が頻繁に行なわれてきており、40人余りが性的暴力を行なっていたことが判明していると公表した。
現時点で判明した加害者及び被害者数は増える可能性があるが、具体的に3から4人の男子児童が1人の女子児童を人目につかない遊び場、公園、ゲームセンター、学校内の隠れた場所などに連れ出してわいせつ行為が行われていたという。
全国教職員労働組合大邱支部のイム・ソンム教師は「教師が事件発生直後に学校に報告を行い、対策を要求したが、学校側はそれを黙殺していた」と批判した。
これに対して学校側は「加害者の生徒もわいせつ物の被害者とみなし、処罰よりは教育を通じて、問題を解決しようとした。両親と共にカウンセリングを行うなど、必要な措置を全て講じた」と反論、発覚後には専門家による性教育を行い家庭へ文書をなどして対策を取って来ていると主張した。
大邱市教育庁初等教育課のイ・テヨル奨学官は「関与した児童の人権を考え、内部で対策を立てていただけで、事件を隠ぺいしようとしたわけではない。今後問題の学校に対する監査を行い、加害者を処罰し、被害者に対するケアも行う」と述べた。

### 責任の所在
警察は実質的な被害規模の把握を目的として、事件があった小学校の児童全員を対象にしたアンケート実施を計画したが、幼い児童の心を傷つける恐れがあるとの指摘を受けアンケート調査を中止した。
心的外傷など悪影響を配慮して児童らを対象にした捜査を抑え、教師ら大人を対象にした捜査を進めつつ、被害届け出など状況をみて捜査拡大の有無を判断することとした。これに対して共同対策委員会は大邱地方警察庁と懇談会を開き、事件を隠ぺいしたり捜査を縮小したりすることが無きよう強く促した。
5月14日、共同対策委員会は教育委員長と教育庁の無能さが表面化したと非難し、児童を保護できなかった小学校と教育庁に対して責任を問う集団訴訟を準備することを明らかにした。
共同対策委員会は「教育庁は6日、傘下の大邱市教育委員会に性的暴行と学校暴力の加害・被害児童32人、わいせつ物露出児童39人など計71人を報告したが、情報提供と追加相談を行ったところ加害・被害児童は100人を超えた」とし「徹底した調査のために10日、警察に捜査を依頼した」と説明している。

### 加害者の釈放、容疑の否認
5月28日、事件の加害者として5月4日から拘束されていた中学生3人のアリバイが客観的に立証されたという理由で身柄を釈放された。調べによると、犯行直前の4月21日午後3時から4時頃にかけてインターネットカフェに入店し6時間経過した午後10時頃に店を出る姿が防犯カメラに撮影されていたという。
これに対して加害者とされた中学生らと保護者は「警察が強圧的な捜査ででっち上げた事件だ」と強く非難した。警察側は当時の取調べ状況を説明し、誤った捜査が行なわれたと陳謝した。しかし、釈放された中学生3人は4月21日の事件に関しては嫌疑が晴れたが、別の日に女子児童に対して性的暴行を加えた容疑があるため改めて取り調べると説明した。
これに対して保護者は、警察の捜査は信頼を失墜していると批判し、むしろ強圧的な捜査に対して法的な処置を取る考えを明らかにしている。また、これに乗じて家庭裁判所に送致された加害者である少年も「犯行当日はアリバイがあり、証拠と証人を立てる」と犯行の否認をはじめた。警察は原点に戻り全面的な再捜査を進める方針とした。

## オリニの日
教育科学技術部は2008年5月2日に全体会議を開き、大邱小学生集団性暴行事件の発生経緯と対策などを厳しく追及した。
教育科学部が提出した報告書には、ハンナラ党、統合民主党の各議員から批判が相次いだ。同様な暴行事件が繰り返し行われる度に出される対策は即座に形骸化しており、今回の対策も2007年の密陽女子中学生への暴力事件から何ら変わらず不十分だと糾弾した。
キム・ドヨン教育科学部長官は「指摘した通り、人格教育の不足であるようだ。性教育の実態を把握して、良い方向に、教育的方向に改善する」と答え、「こうした問題が教育科学部次元だけで解決されるのではないので、様々な部署が力を合わせて努力している」と述べている。
一方でハンナラ党の姜在渉代表はこの日の午前、李明博大統領と持った定例会見で、「今回の子供の日（5月5日オリニの日）を、子供を守る元年として宣言し、子供たちが誘拐や失踪、性的暴行に遭わないようにする」と表明した。